# Rejon dziedziłowski
Rejon dziedziłowski (ukr. Дідилівський район) – dawna jednostka podziału administracyjnego Ukraińskiej Socjalistycznej Republiki Radzieckiej w Związku Socjalistycznych Republik Radzieckich w latach 1940–1941 i 1944. Należał do obwodu lwowskiego. Siedziba władz rejonu znajdowała się w Dziedziłowie.
Rejon dziedziłowski został utworzony 17 stycznia 1940 na podstawie dekretu Prezydium Rady Najwyższej USRR o podziale na rejony zachodnich obwodów USRR, kiedy to w obwodzie lwowskim utworzono 37 rejonów, między innymi dziedziłowski. Rejon objął obszary zniesionych gmin Dziedziłów i Milatyn Nowy i Żelechów Wielki. Obszary te należały przed wojną do powiatu kamioneckiego w województwie lwowskim.
Rejon dziedziłowski przestał istnieć wraz z wybuchem wojny niemiecko-radzieckiej 22 czerwca 1941. Jego tereny weszły w skład Landkreis Kamonka-Strumilowa dystryktu galicyjskiego Generalnego Gubernatorstwa.
Rejon został odtworzony 23 lipca 1944, po zajęciu tych terenów przez Armię Czerwoną.
We wrześniu 1944 rejon dziedziłowski zniesiono, przenosząc siedzibę do Milatyna Nowego i przekształcając go w rejon nowomilatyński.